# 바웬사, 희망의 인간
《바웬사, 희망의 인간》(폴란드어: Wałęsa. Człowiek z nadziei)은 2013년 공개된 폴란드의 전기 드라마 영화이다. 폴란드의 독립 자주 관리 노조 솔리다르노시치의 초대 위원장으로 조국을 자유 민주화로 이끈 지도자 레흐 바웬사를 그린 작품이다. 제86회 아카데미상 외국어 영화상 폴란드 대표로 출품되었지만, 최종 심사에는 남지 않았다.

## 출연

### 주연
- 로버트 비엑키에비츠
- 아그니에쉬카 그로코브스카
- 이와나 비엘스카